# Flying Horseman
Flying Horseman is een Belgische band die in 2008 begon als soloproject van gitarist Bert Dockx. De band combineert verschillende muziekstijlen als postpunk, folk, blues en ambient.
Flying Horseman werd in 2013 genomineerd voor twee Music Industry Awards ('album van het jaar' en 'alternative'). Dockx zelf werd in 2013 en 2014 genomineerd in de categorie 'beste muzikant'.
De band speelde onder meer op Pukkelpop en Gent Jazz Festival. en Incubate.

## Discografie
- 2010: Wild Eyes (album)
- 2012: Twist (album)
- 2012: Navigate (EP)
- 2013: City Same City (album)
- 2015: Night Is Long (album)
- 2018: Rooms / Ruins (album)
- 2020: Mothership (album)